# Monica Forsberg
Monica Forsberg (ur. 14 września 1950 w Karlskoga) – szwedzka piosenkarka, autorka tekstów i pisarka.

## Życiorys
Była członkiem grupy muzycznej Ritz, która w szwedzkich preselekcjach do Konkursu Piosenki Eurowizji Melodifestivalen 1983 startowała z utworem „Marionett” (uplasowanym na czwartym miejscu) oraz dwa lata później podczas Melodifestivalen 1985 z utworem „Nu har det hänt igen” (ostatecznie niesklasyfikowanym). Jako autorka tekstów piosenek, dwukrotnie wygrywała eliminacje eurowizyjne z utworami „Dag efter dag” zespołu Chips (w 1982) oraz „Främling” Caroli Häggkvist (w 1983).
Napisała także wiele innych szwedzkich utworów preselekcyjnych, jak między innymi „Nu är jag tillbaks igen” Janne Önneruda, „Eld och lågor” Göran Folkestada, „Fem i tolv” Frederika Willstranda, „100%” Lotty Engberg i zespołu Triple & Touch, „Bang, en explosion” Haakona Pedersena, „Kärlek är” Stena Nilssona z zespołem Nilssonettes czy też „Juliette & Jonathan”, napisaną po raz kolejny dla Lotty Engberg.
Od końca lat 80. XX wieku do pierwszych lat XXI wieku dubbingowała filmy i kreskówki Disneya. Jej głos pojawił się między innymi w produkcjach Hyzio, Dyzio i Zyzio, Kacze opowieści, Chip i Dale: Brygada RR, Super Baloo, Gumisie oraz 101 dalmatyńczyków.
W 1997 roku była jednym ze szwedzkich tłumaczy książki Hercules z cyklu „klasyka Disneya”. W maju 2014 nakładem wydawnictwa Rabén & Sjögren wydała opublikowaną w ramach serii Ellen och Olle sjunger książkę dla dzieci Krokodilen i bilen, do której ilustracje wykonała Catarina Kruusval.

## Życie prywatne
Jej mężem jest piosenkarz Hasse Andersson.